# Abraham Häggbladh
Abraham Häggbladh, född 1 januari 1789 i Vasa, död 20 mars 1848 i Stockholm, var en svensk militär och topograf.
Häggbladh blev 1807 student vid Kungliga Akademien i Åbo, överflyttade 1812 till Sverige och blev 1813 underlöjtnant vid Ingenjörkårens fältmätningsbrigad, i vilken egenskap han 1813-14 tjänstgjorde vid den mot Norge uppställda armékåren. År 1845 blev han överstelöjtnant vid Topografiska kåren.
Av Häggbladhs arbeten kan särskilt nämnas de av honom och Carl Gustaf Spens utförda basmätningarna på Vänern och Vättern samt hans noggranna astronomiska ortbestämningar inom nästan alla Sveriges landskap. Han var ledamot av Krigsvetenskapsakademien och Vetenskapsakademien.